# Skärstads kyrka
Skärstad kyrka är en kyrkobyggnad i Skärstad i Växjö stift. Den är församlingskyrka i Skärstad-Ölmstads församling.

## Kyrkobyggnaden
Det har legat kyrkor på platsen sedan 1200-talet. En på 1400-talet byggd kyrka revs till förmån den nuvarande i början av 1800-talet. Första gudstjänsten i kyrkan hölls den 17 oktober 1819, men kyrkan men invigdes officiellt först den 27 maj 1827 av Esaias Tegnér. Kyrkan renoverades 1972 och fick en ny korutsmyckning, en mosaik av Bo Beskow, vars farfar varit kyrkoherde i Skärstad. Orgelfasaden byggdes 1826 av Johann Eberhard.

## Inventarier
I kyrkorummet finns inventarier från 1400-tals kyrkan bland annat profettavlor, avlatskista och en dopängel samt två ljuskronor.

### Orgel
- 1583 fick kyrkan en orgel tillverkad i Köpenhamn med tre stämmor. Den reparerades 1731 och utökades med tre stämmor av Lars Solberg, Norra Sandsjö. Orgeln såldes 1768 eller 1761 till Gusums kyrka.[4]

| Manual       |
| Gedackt 8'   |
| Principal 4’ |
| Oktava       |

- 1763 byggde Jonas Wistenius, Linköping en orgel med tio stämmor. Orgeln kostade 4650 daler.[5]

| Manual       |
| Gedackt 8'   |
| Principal 4’ |
| Trumpet 8'   |

- 1826 bygger Johan Ewerhardt, Skara en orgel med sexton och en halv stämma.
- Den nuvarande orgeln är byggd 1919 av Setterquist & Son Orgelbyggeri och är pneumatisk med rooseweltlådor. Fasaden härstammar från 1826 års orgel. Den renoverades och omdisponerades 1964 av J. Künkels Orgelverkstad. Orgeln har fasta kombinationer.

| Huvudverk I    | Svällverk II      | Pedal         | Koppel |
| Borduna 16’    | Rörflöjt 8’       | Subbas 16’    | I/P    |
| Principal 8’   | Gemshorn 4'       | Principal 8’  | II/P   |
| Gedackt 8’     | Principal 2’      | Kvintadena 4' | II/I   |
| Oktava 4’      | Nasat 1 1/3'      |               | I 4'/I |
| Koppelflöjt 4' | Scharf 3 ch       |               |        |
| Oktava 2’      | Rörskalmeja 8'    |               |        |
| Mixtur 3-4 ch  | Crescendosvällare |               |        |
| Dulcian 8'     |                   |               |        |

#### Kororgel
Kororgeln är byggd 1970 av Bruno Christensen & Sønner Orgelbyggeri. Orgeln är mekanisk.
| Manual       |
| Gedackt 8’   |
| Rörflöjt 4'  |
| Principal 2' |
| Nasat 1 1/3' |

## Bilder

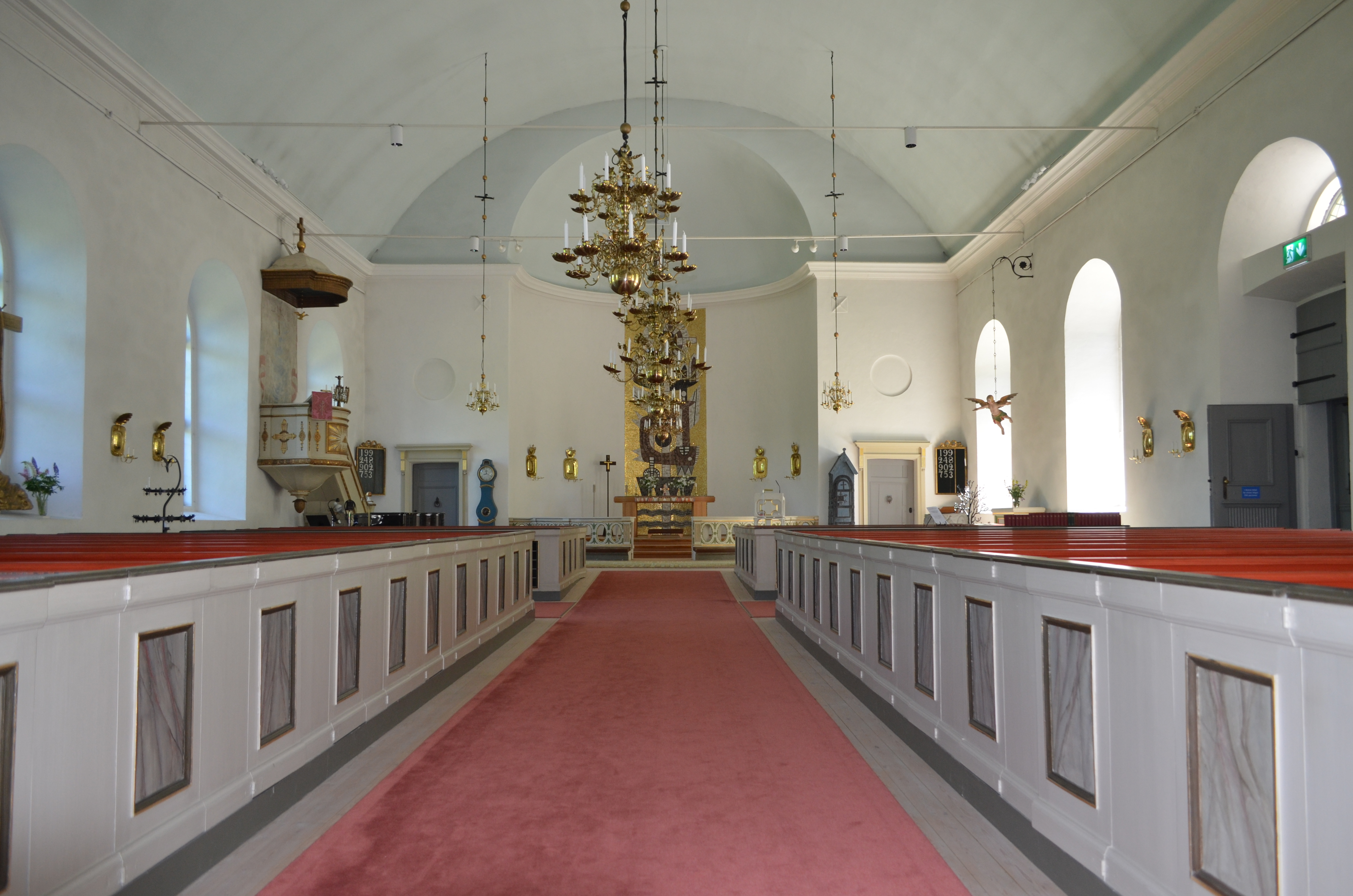
Skärstad kyrkas kykosal
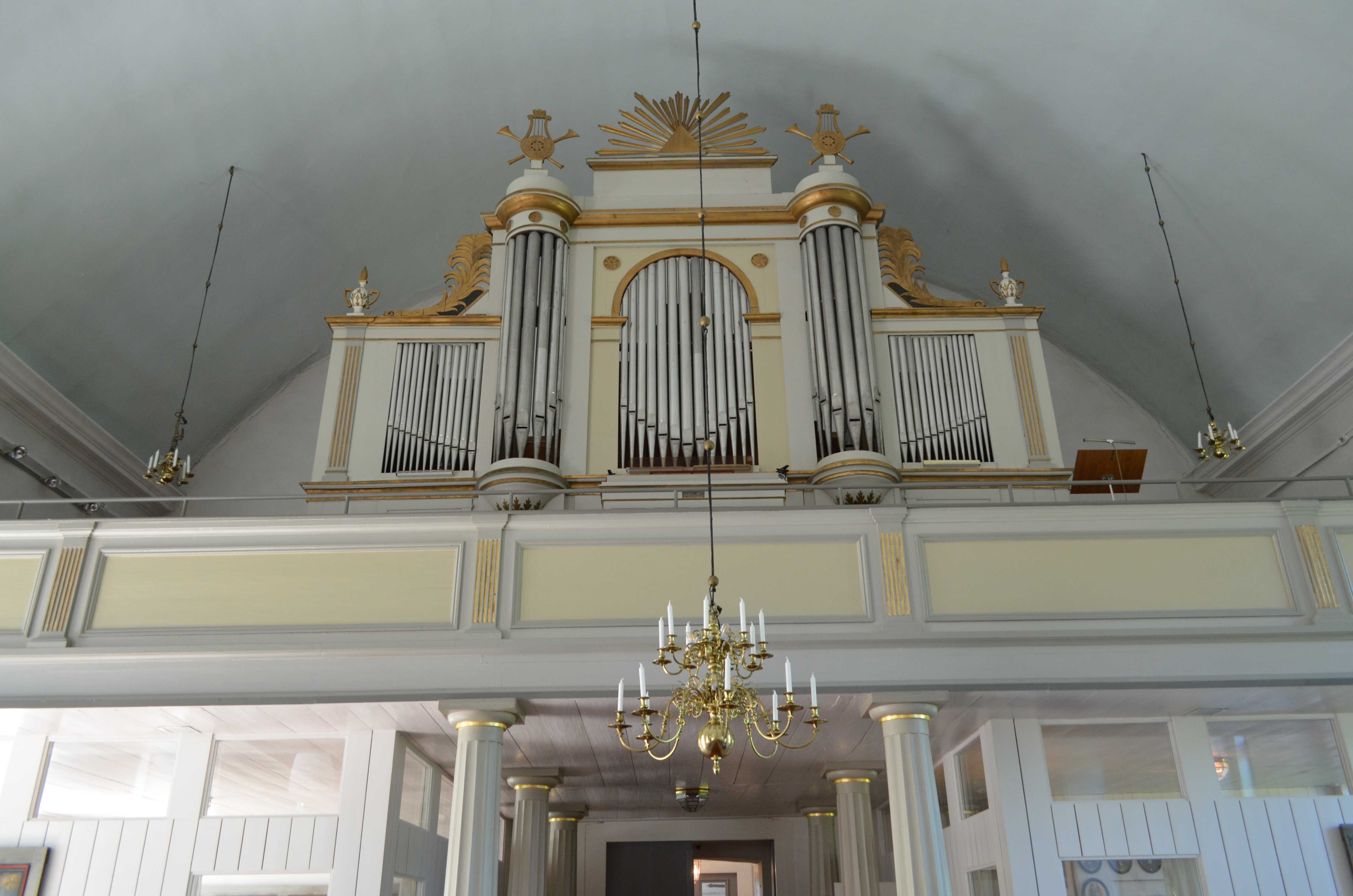
Skärstad kyrkas kykorgel
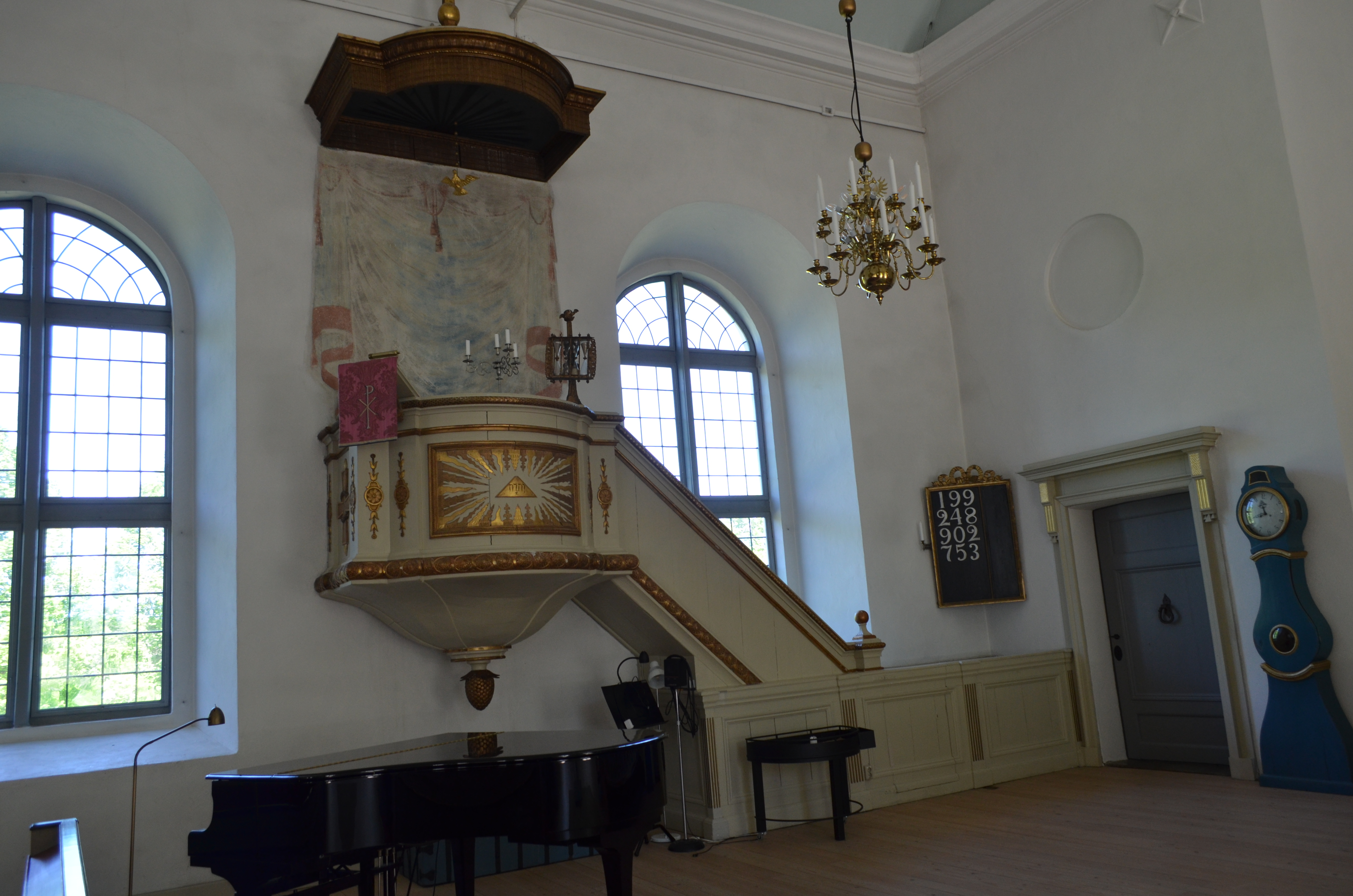
Skärstad kyrkas Predikstol
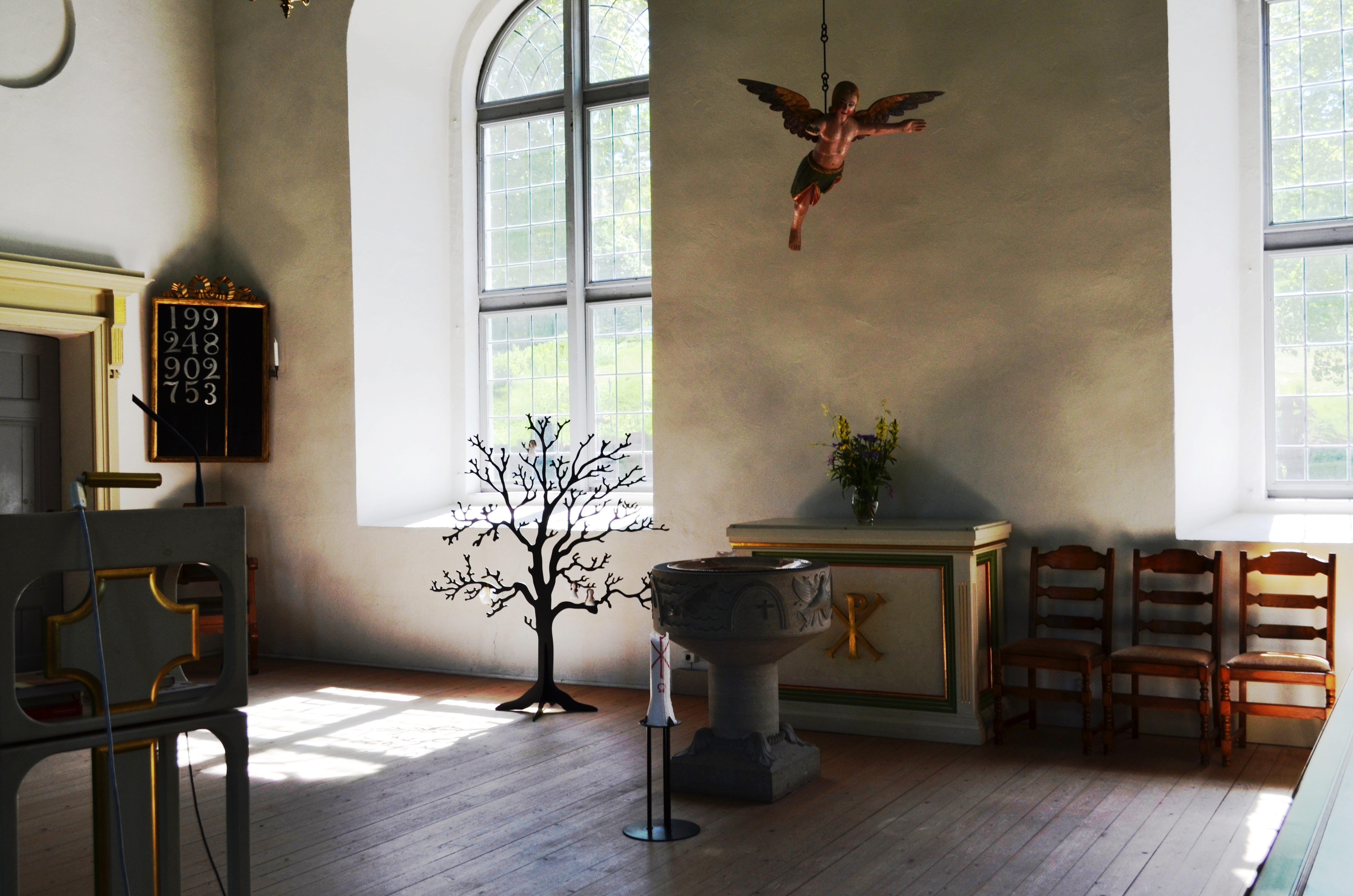
Skärstad kyrkas Dopfunt

### Fotnoter
1. ↑  ”Skärstads kyrka”. Kyrkor i Växjö stift. Arkiverad från originalet den 5 februari 2023. https://web.archive.org/web/20230205045914/https://www.kyrkoguidervaxjostift.se/vaxjostift_109_text.html. Läst 11 februari 2021.
2. ↑  Esaias Tegnér (27 maj 1827). ”Biskopsvisitation 1827”. Visingsö hembygdsförening. Arkiverad från originalet den 24 juni 2021. https://web.archive.org/web/20210624162439/https://visingsohembygdsforening.com/sida/3%26postid%3D9. Läst 11 februari 2021.
3. ↑  ”Skärstads kyrka”. Svenska kyrkan. Arkiverad från originalet den 29 december 2014. https://web.archive.org/web/20141229000905/http://www.svenskakyrkan.se/default.aspx?id=650759. Läst 26 maj 2012.
4. ↑  Abr. Hülphers, Historisk Afhandling om Musik och Instrument särdeles om Orgwerks Inrättningen i Allmänhet jemte Kort Beskrifning öfwer Orgwerken i Swerige (1773), s. 263.
5. ↑  Abrahamsson Hülpers, Abraham (1773). Historisk Afhandling om Musik och Instrumenter särdeles om Orgwerks Inrättningen i Allmänhet jemte Kort Beskrifning öfwer Orgwerken i Swerige. Västerås: Johan Laurentius Horrn. sid. 288-289. Libris 2413220

- Våra kyrkor. Västervik: Klarkullen. 1990. Libris 7794694. ISBN 91-971561-0-8